# Embera
Embera, êbêra o ẽpẽra são um povo indígena que habita no oeste da Colômbia, leste da Panamá e noroeste do Equador. São aproximadamente 240.000 personas, que falam um idioma da família Chocó.
Pode se distinguir diversos grupos. Os embera catio, que habitam no alto Sinú e San Jorge, departamento de Córdoba e no Urabá, na Colômbia; os embera chami, que moram nas cordilheiras occidental e central dos Andes colombianos, departamentos de Antioquia, Caldas, Risaralda, Quindío e Valle; os chocós ou embera dobidá que habitam no departamento de Chocó (Colômbia); os emberá sambu da comarca Emberá-Wounaan no Panamá; e os eperara siapidara, epera o epená, no litoral Pacífico dos departamentos colombianos de Valle, Cauca e Nariño, e na província de Esmeralda no Equador.